# BBEdit
BBEdit es un editor de texto para Mac OS y, desde su aparición, también para Mac OS X. Fue diseñado originalmente para editar HTML y está especialmente diseñado para programadores y diseñadores web. Este editor está creado por la empresa Bare Bones Software.

## Historia
La primera versión de BBEdit era una versión de prueba, para sustituir al editor por defecto en el sistema, esta versión no podía leer archivos de más de 32K. Debido a su gran soporte para plugins y al éxito del plugin para HTML, los desarrolladores decidieron comprar los derechos a su autor e incluirlos en el editor  Las herramientas se incluyeron de forma opcional en la versión 4, y en la versión 5.0 se añadió un menú.
BBEdit estaba disponible de forma gratuita en su lanzamiento inicial en 1991, pero fue comercializado en mayo de 1993 con el lanzamiento de la versión 2.5 
Al mismo tiempo, Bare Bones Software también hizo una versión menos equipada de BBEdit 2.5 llamada BBEdit Lite disponible de forma gratuita. Esta versión fue suspendida en la versión 6.1 y lo reemplazó con TextWrangler, que estaba disponible a un menor coste. Varios años más tarde, también fue liberado de forma gratuita.

## Características
BBEdit está diseñado para su uso por desarrolladores de software y diseñadores web. Tiene soporte nativo para muchos lenguajes de programación y los módulos personalizados pueden ser creados por los usuarios para apoyar cualquier idioma. BBEdit no es un procesador de textos, no formatea el texto.

### Lenguajes soportados
BBEdit soporta el subrayado en muchos lenguajes de programación. Algunos son: ANSI C, C++, Fortran , HTML, Java, JavaScript, JSP, Object Pascal,  Perl, PHP, Python, Ruby, SQL, Tcl, TeX, scripts Unix y XML. 